# 電撃大賞
電撃大賞（でんげきたいしょう）は、メディアワークス（現KADOKAWA/アスキー・メディアワークス）が主催している小説・イラスト・漫画の公募新人賞である。1994年から2003年までは電撃ゲーム3大賞、2004年の第11回で電撃3大賞となり、2005年の第12回以降より現名称となった。
2005年（第12回）以降の電撃大賞は、「電撃小説大賞」と「電撃イラスト大賞」の2部門になっている。

## 賞の名称と部門の変遷
下記の年は、受賞作の発表年。基本的に、募集開始はその前年、小説の刊行は同じ年かその翌年になる。
- 1994年・1995年（第1回・第2回） - 電撃ゲーム3大賞

電撃ゲーム小説大賞、電撃ゲームイラスト大賞、電撃ゲームデザイン大賞
- 1996年〜2003年（第3回〜第10回） - 電撃ゲーム3大賞

電撃ゲーム小説大賞、電撃ゲームイラスト大賞、電撃ゲームコミック大賞
- 2004年（第11回） - 電撃3大賞

電撃小説大賞、電撃イラスト大賞、電撃コミック大賞
- 2005年〜（第12回〜） - 電撃大賞

電撃小説大賞、電撃イラスト大賞
第12回より、コミック部門は「電撃コミックグランプリ」として独立

## 電撃コミック大賞
1996年から2004年まで全9回実施された。第1回・第2回の電撃ゲーム3大賞では、コミック大賞部門は実施されていない。第3回（1996年）〜第10回（2003年）が「電撃ゲームコミック大賞」、第11回（2004年）が「電撃コミック大賞」という名称で実施された。それ以降は、「電撃コミックグランプリ」として実施されている。
大賞：正賞と副賞100万円、金賞：正賞と副賞50万円、銀賞：正賞と副賞30万円、選考委員奨励賞・選考委員特別賞・佳作・奨励賞・編集部特別賞：正賞と副賞5万円
- 第3回（1996年） - 応募総数518作品
  - 金賞 - ｢月面1万5000キロ｣祥人
  - 銀賞 - ｢乱舞!! 女子高生VIPERS!!｣大井昌和
  - 選考委員特別賞 - ｢笑う僕｣矢部貴之
  - 選考委員特別賞 - ｢勇者さまご指名で～す!!｣まちだよしひこ
- 第4回（1997年） - 応募総数202作品 
  - 大賞 - ｢蒼戒｣瀧川奉孝
  - 銀賞 - ｢アナテマの天使｣室生葉月
  - 銀賞 - ｢トレジャーズ 明智助教授のお宝大作戦｣腰島一知
  - 選考委員特別賞 - ｢神罰｣晋参
  - 佳作 - ｢EMOTION -ON THE ROBBOT-｣志緒野博
- 第5回（1998年） - 応募総数96作品 
  - 大賞 - ｢平成イリュージョン｣小だまたけし
  - 金賞 - ｢Pentagon Rock｣嘉村棟隆
  - 銀賞 - ｢スペルダイバー｣諸岡浩生
  - 選考委員奨励賞 - ｢Dreamlike Party｣松枝まてる
- 第6回（1999年） - 応募総数154作品 
  - 金賞 - ｢潰乱少年｣北村游児
  - 銀賞 - ｢家族の肖像｣風海俊
  - 佳作 - ｢夏日｣かずといずみ
  - 佳作 - ｢烏天使｣梁生ほずみ
  - 奨励賞 - ｢人類殲滅部｣空木朔子
- 第7回（2000年） - 応募総数162作品 
  - 金賞 - ｢イフリトの剣｣｢Under Carnival｣吉川かおり
  - 銀賞 - ｢慈刀｣いながき静
  - 銀賞 - ｢Gypsy Eyes｣高島昌吾
  - 奨励賞 - ｢SKY MURDER｣橋爪誠
- 第8回（2001年） - 応募総数165作品 
  - 銀賞 - ｢STELLA -Mon Ange-｣バスチアン
  - 銀賞 - ｢闇に咲く花｣横山ミミ
  - 銀賞 - ｢へぽへぽ｣あさきやかい
  - 選考委員奨励賞 - ｢子供の時間｣高木晋
  - 選考委員奨励賞 - ｢球戯士亜羅院｣阿須和智朗
  - 月刊電撃コミックガオ！編集部特別賞 - ｢+ALPHA｣杉山理緒
  - 月刊コミック電撃大王 編集部特別賞 - ｢魔神学徒DIABOLICA・ANGELs｣BLADE
- 第9回（2002年） - 応募総数160作品 
  - 金賞 - ｢ハガキ使いたるみ｣H・制作所
  - 銀賞 - ｢櫻のつげぐち｣石山悟史
  - 銀賞｢限界超人ナカタマン｣｢マシンマーダー アンドロ｣あります瑞
  - 選考委員奨励賞 - ｢AMANE｣原作・ももはら瑛、作画・ももはら瑠
  - 選考委員特別賞 - ｢小さなガーディアン・帰ってきたガーディアン｣樹木洋二
- 第10回（2003年） - 応募総数105作品
  - 金賞 - ｢くりから｣奥田圭悟
  - 銀賞 - ｢陰猫師｣蒼羽雪久
  - 選考委員奨励賞 - ｢イメージフリー｣鬼山展輪
  - 選考委員奨励賞 - ｢ALL PRO｣繁泉光太郎
  - 選考委員特別賞 - ｢バベル｣PANDEM.
- 第11回（2004年） - 応募総数84作品 
  - 銀賞 - ｢放課後の怪｣あきうせい
  - 銀賞 - ｢死神の恋｣石川香織
  - 選考委員奨励賞 - ｢お気の毒さまでした｣中道淳一
  - 選考委員奨励賞 - ｢ジュエる？｣竹林月
  - 選考委員奨励賞 - ｢透明質な僕ら｣蓋木みづる

## 電撃ゲームデザイン大賞
大賞：正賞と副賞100万円、金賞：正賞と副賞50万円、銀賞：正賞と副賞30万円、電撃特別賞：正賞と副賞5万円 
- 第1回（1994年） - 応募総数122作品 
  - 大賞 - 該当作品なし
  - 金賞 - ｢混沌の王 -Lord of Chaos-｣上中禅
  - 銀賞 - 該当作品なし
  - 電撃特別賞 - ｢収集者たちの戦い ～コレクターキングへの道～｣市川一輝
  - 電撃特別賞 - ｢スーパーマリオワールド・ボードゲーム ～君がマリオだ～｣黒田峰子
- 第2回（1995年） - 応募総数119作品
  - 大賞 - 該当作品なし
  - 金賞 - カードゲーム ｢でっちあげシアター！｣寛司和廣
  - 銀賞 - カードゲーム ｢武装甲兵アームドウォーカーズ -二重銀河の攻防-｣鈴木錠二
  - 電撃特別賞 - ボードゲーム ｢カツベキュゥブ｣勝部浩樹
  - 電撃特別賞 - ボードゲーム ｢アフター・ショック〈勇者は誰だ？〉｣、カードゲーム ｢フェアリー・マスター｣｢大混乱 サバイバル｣ 黒田峰子

## ラジオ番組「電撃大賞」
関連するラジオ番組に、1994年から放送されている文化放送の「電撃大賞」があった。